# El Pi de la Llagosta

El Pi de la Llagosta, respecte del terme de Granera

El Pi de la Llagosta és un indret del terme municipal de Granera, a la comarca del Moianès.
És un antic sector de vinyes, actualment en desús, situat en el sector sud-oriental del terme municipal, a ran del límit amb Gallifa. És a prop i al sud-oest del Serrat de les Pedres, a l'extrem sud-occidental de la Serra dels Tudons i al nord-est de la Carena de Coll d'Ases. Es troba a ponent del Coll de Bardissars, al nord del Casalot de Coll d'Ases i al sud-est de la Cova del Penitent.